# Regeringschef
En regeringschef er en person, der er indehaver af en stats højeste regeringsembede og som oftest leder et kabinet. I parlamentariske stater er der forskel på, hvem der er henholdsvis regeringschef og statsoverhoved, mens regeringschefen i en præsidentiel republik eller et absolut monarki kan være begge dele på samme tid. Hvis statsoverhovedet også leder regeringen, bruger man som regel ikke en særlig regeringschef-titel. Man taler således om møder for "stats- og regeringschefer", når regeringsledere mødes.

## Embedets titel
Embedet som regeringschef har forskellige navne i forskellige lande og til forskellige tider:

### Statsminister
Statsminister bruges om regeringschefer i Danmark, Norge, Sverige, Finland og Island. I Danmark blev statsministerembedet indført i Grundloven af 1915.

### Konseilspræsident
Konseilspræsident (første stavelse enten med fransk eller dansk udtale) er en fransk titel, der betyder formand for (minister)rådet og dermed understreger regeringenschefens rolle som leder af kongens eller fyrstens råd. Derfor forekommer titlen kun i monarkier med en ikke parlamentarisk statsskik, hvor regeringschefen udnævnes af kongen og står til ansvar over for denne. Republikken Italiens premierministers officielle titel er dog "Presidente del Consiglio", dvs. konseilspræsident. I Danmark blev regeringschefens titel i 1855 ændret til konseilspræsident efter indførelsen af A. S. Ørsteds konservative helstatsforfatning i 1854. Det vedblev at være regeringslederens titel under fællesforfatningen for Danmark og Slesvig af 1863 og Grundloven af 1866. Efter indførelsen af parlamentarismen som statsskik ved systemskiftet i 1901 var titlen konseilspræsident forældet og ved grundlovsrevisionen i 1915 fik regeringschefen den gængse nordiske titel statsminister, ændringen trådte i kraft efter det første valg under den nye grundlov i 1918. 
I perioder har titlen konseilspræsident også været brugt i Frankrig og Italien.

### Premierminister
Premierminister bruges i nogle lande som navnet på det embede, hvis indehaver er regeringschef. I Storbritannien bærer premierministeren titlen "The Right Honourable" som signalerer, at han er medlem af statsrådet. I Storbritannien er der ligeledes et vicepremierministerembede.
I Danmark blev titlen premierminister brugt i 1848-1855.

### Førsteminister
Førsteminister (First Minister) bruges efter den britiske decentraliseringsproces om lokale regeringsledere i Skotland, Nordirland og Wales.

### Ministerpræsident
Ministerpræsident bruges oftest i semi-præsidentielle republikker, så som Frankrig og Rusland. Det bruges også i tyske delstater.

### Forbundskansler
En forbundskansler (Bundeskanzler på tysk) er en kansler i en forbundsstat.
Det kan således være
- en af de tyske kanslere (1949- )
- en af de østrigske kanslere (1918- )

### Taoiseach
Regeringschefen i Irland.
| Samfund | Spire Denne samfundsartikel er en spire som bør udbygges. Du er velkommen til at hjælpe Wikipedia ved at udvide den. |